# Seed of Memory
Albums de Terry Reid
River
(1973) Rogue Waves
(1979)
Seed of Memory, le quatrième album studio de Terry Reid, sort en 1976 avant de ressortir en 2004. 
Seed of Memory et To Be Treated Rite font partie de la bande son du film The Devil's Rejects (2005) de Rob Zombie.

## Liste des pistes
| No | Titre                            | Durée |
| -- | -------------------------------- | ----- |
| 1. | Faith to Arise                   | 4:39  |
| 2. | Seed of Memory                   | 5:26  |
| 3. | Brave Awakening                  | 6:32  |
| 4. | To Be Treated Right              | 5:57  |
| 5. | Ooh Baby (Make Me Feel So Young) | 3:57  |
| 6. | Way You Walk                     | 4:43  |
| 7. | Frame                            | 4:37  |
| 8. | Fooling You                      | 7:20  |